# Шрайнер, Даллер Жамшитович
Даллер Жамшитович Шрайнер (род. 29 апреля 2006 года, Прокопьевск, Кемеровская область) — российский тайский боксер. Чемпион России 2025 года в весовой категории до 60 кг.

## Биография
Начал тренироваться по тайскому боксу в возрасте 10 лет под руководством своего первого тренера Михаила Главинского в местном спортивном клубе «Город бойцов». В 2021 году он выиграл первенство России среди юношей до 16 лет в весовой категории до 51 килограмм. В феврале 2022 года в турецком Стамбуле Даллеру не  было равных на первенстве Европы среди юношей до 16 лет, также стал во второй раз обладателем золотой награды на первенстве России среди юношей в Нижнем Новгороде в весе до 57 кг. В 2023 году выиграл первенство России в возрастной категории до 23 лет в весе до 60 кг. В феврале 2025 года впервые стал чемпионом России среди взрослых в Екатеринбурге.

## Спортивные достижения
- Первенство России среди юношей 2021, 2022 — ;
- Первенство Европы среди юношей 2022 — ;
- Первенство России до 23 лет 2023 — ;
- Чемпионат России 2025 — ;

## Личная информация
Даллер является татарином по национальности.